# Station Westerton
Westerton is een spoorwegstation van National Rail in East Dunbartonshire in Schotland. Het station is eigendom van Network Rail en wordt beheerd door ScotRail. 